# Дэхуэй
Дэхуэ́й (кит. упр. 德惠, пиньинь Déhuì) — городской уезд города субпровинциального значения Чанчунь провинции Гирин (КНР).

## История
В 1800 году был образован «Чанчуньский комиссариат» (长春厅). В 1890 году в этих местах были образованы подчинённые Чанчуньскому комиссариату волости Мудэ и Хуайхуэй. В 1910 году они были объединены в уезд, название которого было составлено из вторых иероглифов названий волостей — Дэхуэй. В 1994 году Дэхуэй получил статус городского уезда.

## Административное деление
Городской уезд Дэхуэй делится на 4 уличных комитета, 10 посёлков и 4 волости.

## Соседние административные единицы
Городской уезд Дэхуэй граничит со следующими административными единицами:
- Район Куаньчэн (на юго-западе)
- Городской уезд Цзютай (на юго-востоке)
- Городской уезд Юйшу (на северо-востоке)
- Уезд Нунъань (на западе)
- Городской округ Гирин (на востоке)
- Городской округ Сунъюань (на севере)